# Нотатки про котяче місто
«Нотатки про котяче місто» (кит. 猫城记) — сатирико-фантастичний роман-памфлет Лао Ше, один з найпопулярніших творів китайської фантастики. Може також розглядатися як антиутопія. Опублікований в 1932 — 1933 роках, перекладений українською мовою у 1974 році Іваном Чирком.

## Зміст
Головний герой прилітає на міжпланетному кораблі із  Землі на Марс і опиняється в дивному місті, де живуть істоти, які зовні нагадують кішок. Пістолет і сірники, якими володіє герой, виявляються найпотужнішою зброєю в котячому світі. Котяче місто — столиця держави, яка пишається своєю давньою історією, поезією та культурою. Однак вона дуже занепала внаслідок вирощування «дурманних» дерев і розтління керівної еліти. Занепад державних установ у котячій державі, призвів до того, що, наприклад, війська не захищають народ, а, навпаки, грабують його, стримувані лише страхом перед іноземцями-сторожами. Кумедно виглядає також так звана «загальна грамотність» (внаслідок одноденного перебування в школі-університеті).Автор дотепно зобразив державні установи, армію, систему господарства і освіти, схоластичну науку, офіційне мистецтво, засновані на порядках, хоча згубних для країни, але, на жаль, дуже живучих.

## Алегорія та сатира
Головною темою роману «Нотаток про Котяче місто» є зображення жорстокої китайської дійсності 30-х років, в якій іноземці та пережитки минулого згубно впливають на життя держави. Для письменника в той час було ясно, що «феодальна ідеологія як суспільне явище втратила свою життєву значимість, хоча і претендує на неї» У ті роки, коли демократично налаштованих людей могли запросто кинути у в'язницю без суду, Лао Ше не міг говорити прямо. Письменник намагається приховати місце і час дії в романі. Оповідач, від імені якого ведеться оповідь, на самому початку зауважує, що події відбуваються не в Китаї. Всі дії розгортаються на Марсі, де зазнав аварії літак, на якому летів оповідач. Ця обмовка не випадкова, автор таким чином переконує читача в зворотному. Лао Ше вдалося досягти мети, яка стоїть перед сатиричним твором, і з усією силою викрити негативні сторони китайської дійсності того часу. Використовуючи прийоми сатири, він прагнув з найбільшою силою заперечити ті явища, проти яких спрямоване вістря критики.
Для створення гострої і нещадної сатири на китайську дійсність 30-х років автор був вимушений надати своєму твору гумористичного забарвлення.
Автор розкритикував і знищив всю суспільну і державну систему Китаю. Насмішкою лунає і фінал роману:
|  | Я прожив на Марсі ще півроку. Нарешті туди прилетів французький розвідувальний корабель, який живим і неушкодженим доставив мене в мій великий, світлий і вільний Китай. |

## Актуальність роману
Автор показав нездатність керівних кіл Китаю чинити опір іноземним загарбникам, які прагнули заволодіти багатствами країни і привели її на межу катастрофи. Феодальний клас колишньої маньчжурської імперії не зумів організувати хоч якийсь опір заходу. З загибеллю маньчжурської династії своє безсилля перед іноземцями показала і китайська буржуазія. Лао Ше підкреслює також, що панівні класи схиляються перед іноземцями. На прикладі сільського життя письменник показує, що поряд зі старими, феодальними формами приниження людини, виникли нові, капіталістичні.
Багато що в цьому романі нагадає читачам і про нашу дійсність. Певна наївність оповіді призвела до того, що «Котяче місто» інколи відносять до дитячої літератури; проте, Лао Ше створив впізнавану панораму реалій Китаю першої третини XX ст. — яскраве трагікомічне узагальнення, яке визначило гідне місце цієї книги в китайській та світовій літературі.

## Переклади українською
- Лао Ше. Нотатки про котяче місто // Лао Ше. Серп місяця. Збірка оповідань. Переклад з китайської: Іван Чирко. Київ: Дніпро, 1974. 304 стор.: 140—304 cc. (Chtyvo)